# Mitie
Mitie Group PLC er en britisk facility management-virksomhed. De fokuserer på outsourcing og konsulentydelser indenfor infrastruktur, faciliteter, fast ejendom, energi og sundhed. De har 68.000 ansatte og de omsætter for 3,997 mia. britiske pund (2022).
Mitie blev etableret af David Telling og Ian Stewart som MESL i 1987. Selskabet blev børsnoteret på London Stock Exchange i 1988. De fusionerede med Highgate & Job i 1989 og skiftede navn til Mitie Group.